# Christos Pantazis

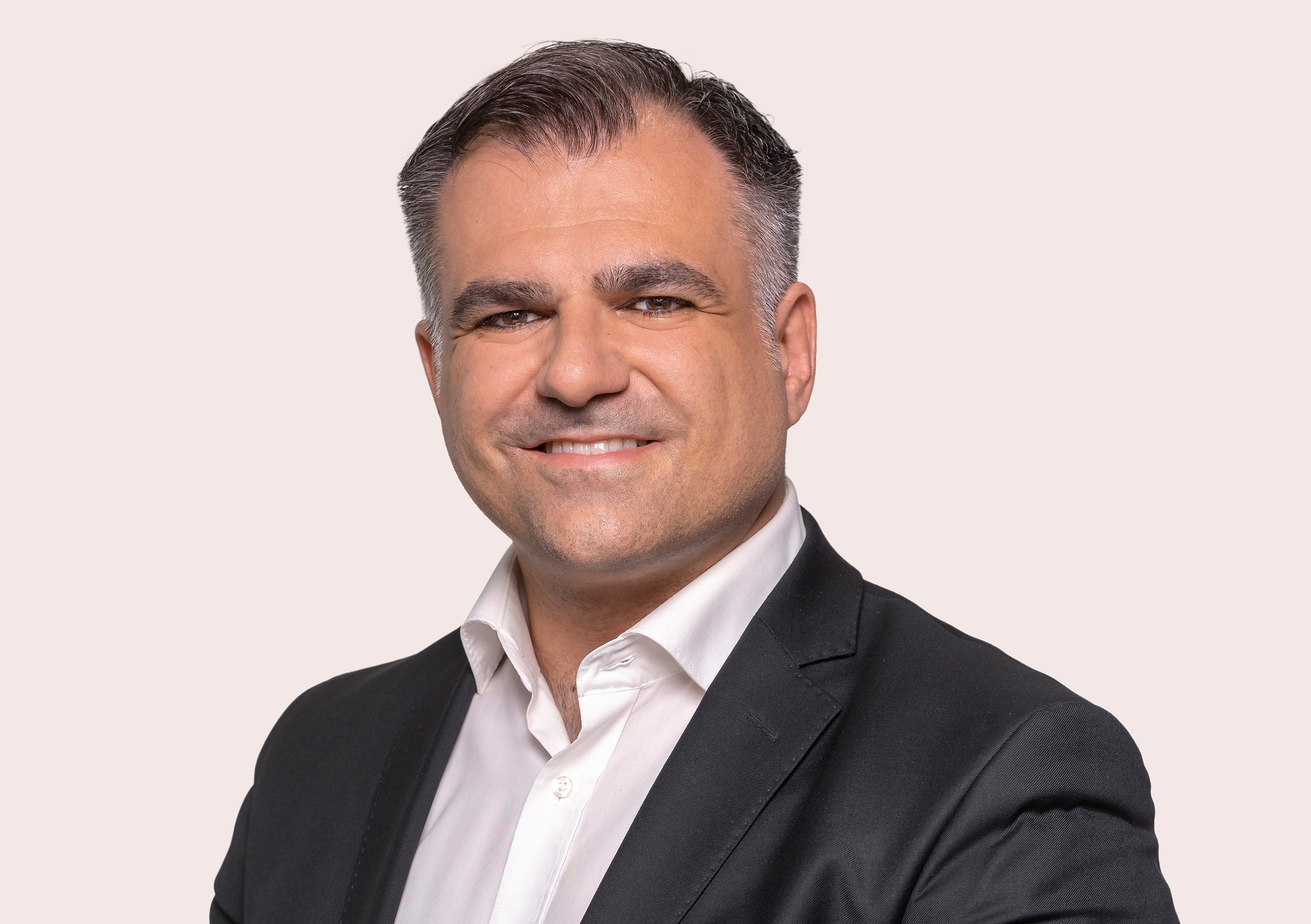
Christos Pantazis (2021)

Christos Pantazis (* 9. Oktober 1975 in Hannover) ist ein deutscher Arzt und Politiker (SPD). Er ist seit dem 26. Oktober 2021 Abgeordneter im Deutschen Bundestag. Zuvor war er von Februar 2013 bis November 2021 Mitglied des Niedersächsischen Landtages und dort ab November 2017 stellvertretender Vorsitzender der SPD-Landtagsfraktion.

## Biografie
Pantazis wuchs mit seinem Zwillingsbruder und seiner Schwester als Sohn griechischer Eltern in Seelze auf und schloss dort seinen Schulbesuch mit dem Abitur am Georg-Büchner-Gymnasium und gleichzeitig der griechischen Hochschulreife ab. Anschließend studierte er in Hannover, Basel und Ioannina Humanmedizin. Als Abschluss legte er das dritte Staatsexamen ab. Pantazis war nicht von Geburt an deutscher Staatsbürger und hat sich 2002 einbürgern lassen. Von 2004 bis zu seinem Einzug in den Landtag im Jahr 2013 arbeitete er als Arzt in der Neurochirurgischen Klinik am Städtischen Klinikum Braunschweig. 2013 wurde er mit einer Arbeit über die Biokompatibilität penetrierender Mikroelektroden im ZNS am tierexperimentellen Modell unter der Betreuung von Madjid Samii und Steffen Rosahl zum Doktor der Medizin promoviert.

## Politik
Im Jahr 1998 trat Pantazis in die SPD ein. Von 2001 bis 2004 hatte er einen Sitz im Ortsrat von Seelze inne und war dort Vorsitzender der SPD-Fraktion. Von 2003 bis 2005 war er Sprecher der Jusos im Bezirk Hannover. Ferner war er von 2003 bis 2004 stellvertretender Vorsitzender der Jusos in Niedersachsen. Von 2015 bis 2025 war Pantazis Vorsitzender der SPD Braunschweig. Zudem ist er im Zeitraum 2023–2025 beratendes Mitglied Vorstandes des SPD-Bezirks Braunschweig.
Bei der Landtagswahl 2013 gewann Pantazis das Direktmandat im Wahlkreis Braunschweig-Nord. In der Periode von 2013 bis 2017 bis zur vorzeitigen Auflösung und Neuwahl des niedersächsischen Landtags war er Mitglied des Ausschusses für Soziales, Gesundheit und Gleichstellung sowie Mitglied des Ausschusses für Wissenschaft und Kultur. In den Jahren 2013 bis 2020 war e Sprecher der SPD-Landtagsfraktion für Migration und Teilhabe. Nach Wiedereinsetzung der Landtagskommission zu Fragen der Migration und Teilhabe 2014 wurde er hier Mitglied und stand der Kommission von 2017 bis 2020 vor.
Bei der vorgezogenen Landtagswahl 2017 gewann Pantazis erneut den Wahlkreis und wurde zum stellvertretenden Vorsitzenden der SPD-Landtagsfraktion gewählt. Nach seiner Wiederwahl in den niedersächsischen Landtag bekleidete er zunächst das Amt des Sprechers für Bundes- und Europaangelegenheiten und regionale Entwicklung, in dessen Ausschuss er auch Mitglied war. Ab 2017 war Pantazis außerdem Sprecher der „Braunschweiger Gruppe“, des Zusammenschlusses der SPD-Landtagsabgeordneten aus der Region Braunschweig. Mit der Neuwahl des Fraktionsvorstandes 2020 war er die Sprecher für Wirtschaft, Arbeit, Verkehr und Digitalisierung und gehörte dem gleichnamigen Ausschuss an.
Bei der Bundestagswahl 2021 zog Christos Pantazis für die SPD im Wahlkreis Braunschweig als Direktkandidat in den Bundestag ein und legte sein Landtagsmandat nieder. Während der 20. Legislaturperiode des Deutschen Bundestages war er ordentliches Mitglied des Gesundheitsausschusses und seit Januar 2022 stellvertretender gesundheitspolitischer Sprecher der SPD-Bundestagsfraktion. Dort hatte er die Berichterstattung für die stationäre Versorgung, die Arbeitsbedingungen für Beschäftigte im Krankenhaus sowie die Finanzierung und den Wettbewerb der gesetzlichen Krankenversicherung (GKV) inne und war für die Krankenhausreform an der Entwicklung des Krankenhausversorgungsverbesserungsgesetzes (KHVVG) beteiligt.
Neben seiner Mitgliedschaft im Ausschuss für Gesundheit war Pantazis stellvertretendes Mitglied im Ausschuss für Bildung, Forschung und Technikfolgenabschätzung. Seit Januar 2023 ist Pantazis stellv. Vorsitzender der Landesgruppe Niedersachsen/Bremen der SPD-Bundestagsfraktion. Zudem ist Pantazis im Januar 2023 von der SPD-Bundestagsfraktion in den Aufsichtsrat des Deutsch-Griechischen Jugendwerks (DGJW) gewählt worden.
Bei der vorgezogenen Neuwahl des 21. Deutschen Bundestages 2025 zog Pantazis erneut mit Direktmandat in den Bundestag ein. Er ist gesundheitspolitischer Sprecher der SPD-Bundestagsfraktion.

## Ehrenamt
Pantazis ist Vorsitzender des Präsidiums des DRK-Kreisverbandes Braunschweig-Salzgitter. Seit 2014 bekleidet er das Amt des Vizepräsidenten des DRK-Landesverbandes Niedersachsen. Außerdem ist Pantazis Mitglied in zahlreichen Braunschweiger Vereinen wie im Marburger Bund, in der AWO, SoVD, DGNC (Deutsche Gesellschaft für Neurochirurgie), der überparteilichen Europa-Union Deutschland, die sich für ein föderales Europa und den europäischen Einigungsprozess einsetzt, dem Niedersächsischen Flüchtlingsrat e. V. und Mach’ meinen Kumpel nicht an! – für Gleichbehandlung, gegen Fremdenfeindlichkeit und Rassismus e. V.

## Privates
Pantazis ist verheiratet und Vater von Zwillingen.